# Bhadreshkumar Chetanbhai Patel
Bhadreshkumar Chetanbhai Patel (ur. 15 maja 1990 w Kantrodi Ta Viramgam) – hinduski zbieg, oskarżony o zabójstwo żony ostrym narzędziem i ucieczkę w celu uniknięcia odpowiedzialności karnej, 514 osoba umieszczona na liście 10 Najbardziej Poszukiwanych Zbiegów Federalnego Biura Śledczego. 

## Oskarżenie i postępowanie
Patel jest oskarżony o zabójstwo żony. Ciążą na nim zarzuty morderstwa pierwszego i drugiego stopnia, napaści pierwszego i drugiego stopnia, użycia niebezpiecznej broni z zamiarem zadania obrażeń i ucieczki w celu uniknięcia odpowiedzialności karnej.
Bhadreshkumar Chetanbhai Patel i jego żona Palak Patel wyjechali z Indii, aby wziąć ślub w Stanach Zjednoczonych. Zamieszkali w Hanover w stanie Maryland i rozpoczęli pracę w sklepie z pączkami. 12 kwietnia 2015 oboje byli na nocnej zmianie. Palak zadzwoniła do jednego z członków swojej rodziny, aby powiedzieć, że chce wrócić do domu w Indiach. W tym czasie wizy obojga małżonków już wygasły. Nie rozłączając się, oboje udali się do pokoju na tyłach magazynu sklepowego, gdzie Bhadreshkumar Chetanbhai Patel miał według oskarżenia dźgnąć swoją żonę wielokrotnie ostrym narzędziem, co doprowadziło do jej śmierci. Śledczy spekulowali, że motywem zabójstwa mogła być niezgoda małżonków co do tego czy powinni zostać w Stanach Zjednoczonych, czy wrócić do Indii
Według ustaleń śledczych, po dokonaniu morderstwa, Patel miał udać się spokojnie do swojego pobliskiego mieszkania, gdzie zmienił ubranie i zabrał pieniądze oraz swój paszport, a następnie pojechał taksówką do hotelu w pobliżu portu lotniczego Newark-Liberty. Był zameldowany w hotelu od godziny 3 do 10 przed południem. Ostatni raz był widziany przez kierowcę, który odwiózł go do Pennsylvania Station w Newark w New Jersey. 13 kwietnia sąd stanowy wydał nakaz aresztowania Patela. 20 kwietnia, gdy Patel został oskarżony o ucieczkę w celu uniknięcia postępowania karnego, nakaz aresztowania wydał sąd federalny.
18 kwietnia 2017 został dodany przez Federalne Biuro Śledcze do listy 10 Najbardziej Poszukiwanych Zbiegów. Jest oskarżony o morderstwo pierwszego i drugiego stopnia, napaść pierwszego i drugiego stopnia, posiadanie niebezpiecznej broni z zamiarem zadania nią obrażeń i ucieczkę w celu uniknięcia procesu karnego.